# White Christmas (brano musicale)
White Christmas è una canzone scritta da Irving Berlin il cui testo è ispirato ai giorni di Natale in cui si verificano nevicate. Della canzone sono state eseguite innumerevoli versioni, di cui molte in lingua italiana con il titolo Bianco Natale. Con 50 milioni di copie, è il singolo discografico più venduto della storia.
La mattina dopo aver scritto la canzone, Berlin corse al suo ufficio e disse alla sua segretaria: "Prendi la penna, prendi appunti su questa canzone. Ho appena scritto la mia migliore canzone; diavolo, ho appena scritto la migliore canzone che chiunque abbia mai scritto!".

## Storia
L'incisione più famosa di White Christmas è quella cantata nel 1942 da Bing Crosby ed arrivata in 1ª posizione nella classifica Billboard dei singoli per 11 settimane e premiata con l'Oscar alla migliore canzone 1943 ed il Grammy Hall of Fame Award 1974.
Crosby fu convocato dagli studi di incisione della Decca Records il 18 marzo 1947, per registrare nuovamente White Christmas, dato che l'incisione originale si era danneggiata in seguito al suo frequente utilizzo. Si fece il possibile affinché la nuova registrazione fosse identica alla precedente, convocando nuovamente anche la Trotter Orchestra ed i Darby Singers. La versione del 1947 è quella più conosciuta nonché la più utilizzata tutt'oggi. Crosby fu sempre molto modesto relativamente al successo ottenuto, dando il merito più alla canzone stessa che a chi l'aveva cantata. Nello stesso anno Roberto Murolo incide il brano in Italia per la (durium, A 9479), inserito nell'album Golden memory  2 (Canaria), uscito nel 2015.
Il brano diede anche il titolo al musical del 1954 Bianco Natale, con protagonisti Crosby, Danny Kaye, Rosemary Clooney, e Vera-Ellen, che fu il più notevole successo cinematografico di quell'anno e che fu un parziale remake de La taverna dell'allegria del 1942 con Fred Astaire e proprio Bing Crosby a cantare questo brano che vincerà l'Oscar nel Oscar nel 1943 come «migliore canzone».
Il disco di Crosby White Christmas è ricordato anche per essere il disco più venduto della storia.
Nel 1988 Helen Merrill esegue la sua particolare versione del brano per l'album Irving Berlin Album (Victor, VDJ-1143), pubblicato in Giappone, Corea del Sud e Stati Uniti d'America.
Nel 2006 Bobby Solo con il suo trio jazz canta il brano natalizio per l'album Christmas with Bobby Solo Jazz Trio (Azzurra Music, TBPXMS0669).
Il testo della versione italiana, Bianco Natale, fu scritto da Filibello.

## Classifiche
Versione di Bing Crosby
| Classifica (1942-2023) | Posizione massima |
| ---------------------- | ----------------- |
| Australia              | 41                |
| Canada                 | 19                |
| Danimarca              | 27                |
| Germania               | 39                |
| Grecia                 | 36                |
| Irlanda                | 24                |
| Italia                 | 60                |
| Lettonia               | 14                |
| Nuova Zelanda          | 24                |
| Paesi Bassi            | 4                 |
| Portogallo             | 64                |
| Regno Unito            | 5                 |
| Repubblica Ceca        | 41                |
| Slovacchia             | 28                |
| Stati Uniti            | 1                 |
| Svezia                 | 8                 |
| Svizzera               | 40                |
| Ungheria               | 20                |